# Jean Pouliot
Pour les articles homonymes, voir Pouliot.
Jean Adélard Pouliot, OC (6 juin 1923 - 8 août 2004) a été un pionnier canadien de radiodiffusion qui a aidé à établir des stations de télévision à Kitchener en Ontario et la ville de Québec au Québec.

## Biographie
Pouliot a été le président et chef de la direction pour la première société cotée en bourse du Québec diffusion, Télé-Capitale, et a commencé à deux réseaux de langue française: TVA (co-fondé avec Roland Giguère de Télé-Métropole en 1971), et TQS (Télévision Quatre saisons) (lancé en 1986),.
Il a fondé CFCF Inc. en 1979 avec son achat de CFCF-TV, CFCF-AM et CFQR-FM de la famille Bronfman. CFCF Inc. est devenue publique en 1985, au cours de laquelle il a également inclus CF Cable TV, achetés par Pouliot en 1982. Pouliot a été le président et chef de la direction de CFCF Inc. 1979-1993, et est resté président jusqu'à ce que la société a été vendue à Vidéotron 1997.